# Округ Јелоу Медисин (Минесота)
Јелоу Медисин (енгл. Yellow Medicine County) је округ у америчкој савезној држави Минесота.

## Демографија
По попису из 2010. године број становника је 10.438, што је 642 (-5,8%) становника мање него 2000. године.
| Група             | 2000.          | 2010.         |
| Белци             | 10.569 (95,4%) | 9.581 (91,8%) |
| Афроамериканци    | 12 (0,1%)      | 16 (0,2%)     |
| Азијати           | 19 (0,2%)      | 33 (0,3%)     |
| Хиспаноамериканци | 195 (1,8%)     | 397 (3,8%)    |
| Укупно            | 11.080         | 10.438        |